# Antonio Serradilla Cuenca
Antonio Serradilla Cuenca (geboren am 10. Januar 1999 in Sevilla) ist ein spanischer Handballspieler, der auf der Spielposition linker Rückraum eingesetzt wird.

## Vereinskarriere
Serradilla begann mit dem Handball bei CB Montequinto. Er debütierte im Jahr 2018 in der Liga Asobal mit Quabit Guadalajara. Im Jahr 2020 wechselte er zu BM Logroño La Rioja.
Nachdem er im Januar 2023 einen Zwei-Jahres-Vertrag bei Elverum Håndball unterschrieben hatte, wollte er nach der Saison 2022/23 nach Norwegen wechseln; nach Zahlung einer Ablöse durch die Norweger wechselte Serradilla dann schon im Februar 2023 zum Verein aus Elverum.
Im Juli 2024 wechselte er zum deutschen Bundesligisten SC Magdeburg. In der EHF Champions League 2024/25 gewann er mit dem SCM das Finale gegen die Füchse Berlin. Seit der Saison 2025/26 steht er beim TVB 1898 Stuttgart für zwei Jahre unter Vertrag.
| Saison  | Liga        | Mannschaft          | Spiele | Tore | Anmerkung                                        |
| ------- | ----------- | ------------------- | ------ | ---- | ------------------------------------------------ |
| 2018/19 | Liga Asobal | Quabit Guadalajara  | 29     | 35   | Quabit Guadalajara kam auf Platz 7               |
| 2019/20 | Liga Asobal | Quabit Guadalajara  | 17     | 23   | Quabit Guadalajara kam auf Platz 15 und stieg ab |
| 2020/21 | Liga Asobal | BM Logroño La Rioja | 27     | 48   | BM Logroño La Rioja belegte Platz 6              |
| 2021/22 | Liga Asobal | BM Logroño La Rioja | 30     | 61   | BM Logroño La Rioja kam auf Platz 5              |
| 2022/23 | Liga Asobal | BM Logroño La Rioja | 17     | 69   | bis 2/2023; BM Logroño La Rioja kam auf Platz 4  |
| 2022/23 | Eliteserien | Elverum Håndball    | 17     | 21   | ab 2/2023; Elverum Håndball belegte Platz 2      |
| 2023/24 | Eliteserien | Elverum Håndball    | 37     | 83   | Elverum Håndball belegte Platz 2                 |
| 2024/25 | Bundesliga  | SC Magdeburg        | 34     | 13   | SC Magdeburg belegte den 2. Platz                |
| 2025/26 | Bundesliga  | TVB 1898 Stuttgart  | ?      | ?    |                                                  |

Mit den Teams aus Logroño und Elverum nahm er an europäischen Vereinswettbewerben teil.

## Auswahlmannschaften
Antonio Serradilla stand auch im Aufgebot spanischer Auswahlmannschaften der RFEBM.
Sein erstes Spiel für Spanien absolvierte er am 25. Juni 2015 mit der promesas selección gegen die Auswahl Dänemarks.
Als Jugendnationalspieler nahm er im Jahr 2016 an der U-18-Europameisterschaft in Kroatien (6. Platz) teil und 2017 an der U-19-Weltmeisterschaft in Georgien, bei der er mit dem Team die Silbermedaille für den 2. Platz gewann. Er bestritt bis 2017 insgesamt 27 Partien mit der spanischen Jugendauswahl und warf darin 13 Tore.
Von 2017 bis 2019 lief er mit der Juniorennationalmannschaft 37 mal auf und erzielte dabei 50 Tore. Er nahm mit dieser Auswahl 2018 an der U-20-Europameisterschaft in Slowenien (5. Platz) und 2019 der U-21-Weltmeisterschaft in Spanien (10. Platz) teil.
Seinen ersten Einsatz für die spanische A-Nationalmannschaft hatte er am 12. Juni 2019 gegen Schweden; bis Januar 2021 wurde er in 14 Länderspielen für Spanien eingesetzt und warf darin insgesamt neun Tore.

## Privates
Im April 2021 erlitt er eine Netzhautablösung, in seinem rechten Auge wurde ein Tumor diagnostiziert. Im Juni 2021 wurde ihm sein rechter Augapfel operativ entfernt.